# James Williams Tyrrell
Pour les articles homonymes, voir Tyrrell.
James Williams Tyrrell, explorateur et promoteur minier né le 10 mai 1863 à Weston, Canada-Ouest (devenu Ontario), décédé le 16 janvier 1945 à Bartonville, Ontario. Il est le frère de Joseph Burr Tyrrell et Henry Grattan Tyrrell.

## Biographie
James Williams Tyrrel a fait des études en génie civil. Il exerce sa profession à Hamilton jusqu'en 1893, date à laquelle il rejoint son frère ainé pour effectuer une expédition en canot afin de traverser Les Territoires du Nord-Ouest, du lac Athabasca à la baie d'Hudson, en descendant la rivière Dubawnt.
Il se marie en 1890 avec Isabel C. Macdonald. Ils ont eu deux fils et deux filles.
En 1897, il raconte son expédition dans son livre Across the Sub-Arctics of Canada (À travers le Canada sub-arctique), qui est devenu un classique sur les expéditions nordiques.
En 1899, le Ministère de l'Intérieur (Department of Interior) lui demande d'entreprendre l'exploration des terres entre Le Grand Lac des Esclaves et la baie d'Hudson.
En 1901, il s'installe au Klondike pour une période d'un an. Il arpente ensuite les territoires correspondant aux actuelles régions du Manitoba, Saskatchewan et Alberta pour le compte du Gouvernement du Dominion, entre 1902 et 1910.
En 1905, James Tyrrell effectue un travail de reconnaissance dans la region de Churchill, afin de construire une ligne de chemin de fer entre Prince Albert et Fort Churchill, traversant la rivière Saskatchewan et les fleuves Nelson et Churchill.
En explorant des terres canadiennes pratiquement inconnues James Tyrrell joue un rôle actif dans le développement de l'industrie minière du Canada. Il est l'un des premiers à détecter le potentiel des mines d'or du district de Red Lake dans le nord de l'Ontario. Il devient le président de la compagnie Tyrrell Red Lake Mines.
Parallèlement à ses activités d'explorateur qu'il pratique jusque dans les années 1930, il exploite le ranch Wentworth à Prince Albert et le ranch Beverly à Hamilton. Il est conseiller municipal d'Hamilton entre 1914 et 1916.

## Galerie de photographies

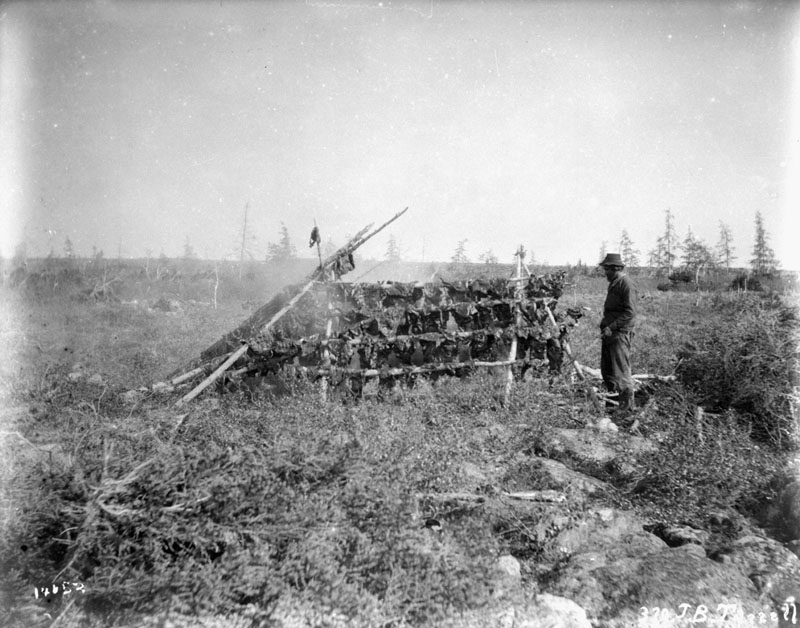
Séchange de viande de caribou.
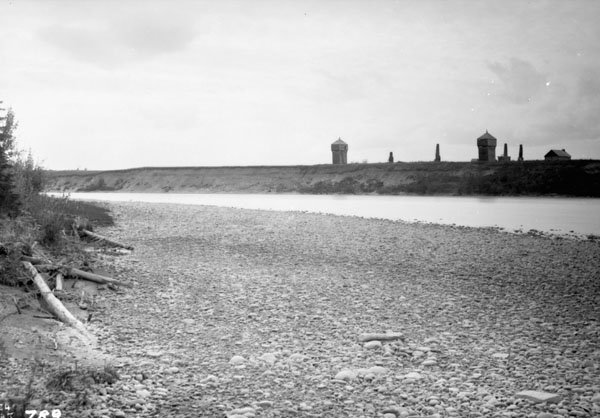
Ruines de Rocky Mountain House vues de la rive sud de la rivière Saskatchewan (1884).
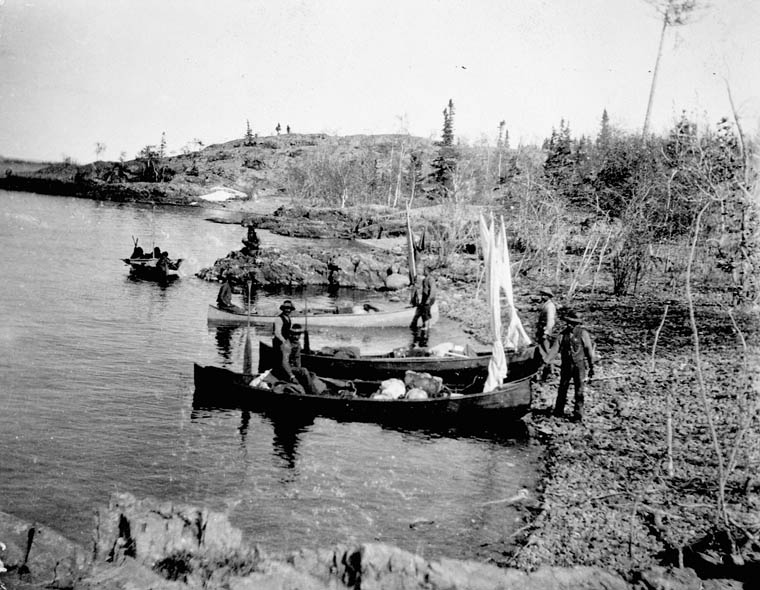
Rencontre avec des Amérindiens sur la rive nord du lac Athabasca.